# Vernonia sunzuensis
Vernonia sunzuensis là một loài thực vật có hoa trong họ Cúc. Loài này được Wild miêu tả khoa học đầu tiên năm 1978.